# Formula One 05
 (août 2016).
Si vous disposez d'ouvrages ou d'articles de référence ou si vous connaissez des sites web de qualité traitant du thème abordé ici, merci de compléter l'article en donnant les références utiles à sa vérifiabilité et en les liant à la section « Notes et références ».
Pour les articles homonymes, voir Formula One.
Formula One 05 est un jeu vidéo de course de Formule 1 développé par Sony Studio Liverpool et édité sur PlayStation 2. Il s'agit d'un jeu officiel de la série Formula One. Le jeu est sorti en Europe le 29 juin 2005 et au Japon le 22 septembre 2005 (soit 3 mois après la sortie du jeu en Europe) pour la PlayStation 2. Le jeu F1 Grand Prix est son équivalent sur PlayStation Portable. Le principal mode du jeu reste le mode carrière, une option en place depuis l'opus précédent.
La cinématique d'introduction du jeu représente une course de Formule 1, le tout sur le morceau  Butterflies and Hurricanes de Muse.

## Système de jeu
Il prend pour cadre le championnat du monde de Formule 1 2005, avec ses pilotes, ses écuries et ses circuits.
En solo, cinq modes de jeu sont disponibles : course rapide, contre-la-montre, week-end de Grand Prix, championnat du monde et carrière. Le mode multijoueur est jouable à deux joueurs en écran splitté et jusqu'à 10 joueurs en ligne.
Trois niveaux de difficulté sont proposés et le joueur est libre d'activer ou désactiver certaines aides au pilotage dans le menu option : l'assistance de direction, l'assistance au freinage, le contrôle de stabilité, les aides visuelles (trajectoire virtuelle, marqueur FTCP ou aucune), la récupération, l'anti-blocage de freins et la boîte de vitesses (automatique ou manuelle).
Les réglages voitures offrent la possibilité de régler précisément le type et la pression des pneus, le degré d'antipatinage, la répartition du freinage, l'appui des ailerons avant et arrière, la dureté des suspensions, l'angle de carrossage, le pincement des roues, la hauteur de caisse, les barres anti-roulis avant et arrière, l'amortissement en compression et détente avant et arrière et l'étagement de boîte.

## Carrière
Dans le mode carrière, le joueur commence sa carrière avec Minardi, Jordan ou Red Bull Racing. La position du joueur au sein de l'équipe, que ce soit pilote d'essai, deuxième pilote ou premier pilote, dépend de la façon dont le joueur pilote pendant les séances d'essais qui se tiennent à Barcelone, Silverstone ou Magny-Cours.
Il y a trois sortes de séances d'essais. Le "Flying Tour", dans lequel le pilote pilote dix tours et doit battre un temps imparti. En outre, cet objectif peut être le cas d'une "Acumalative Target Time", où le joueur a quatre tours pour faire des temps canons. Les trois tours les plus rapides sont ensuite additionnés et comparés par rapport à l'"Acumalative Target Time". Dans le troisième type d'essai, le joueur n'a qu'un seul tour pour battre le temps imparti.
La carrière dure cinq saisons, avec, au programme, 19 Grands Prix. Il est plus facile de devenir champion du monde en jouant avec les équipes les plus compétitives, par exemple : Renault, Ferrari ou McLaren. Mais il est possible de gagner le championnat avec les écuries de moyenne catégorie (Williams, Toyota, BAR Honda, Red Bull et Sauber) et les petites écuries (Minardi ou Jordan).
Le déroulement d'un Grand Prix respecte les grandes lignes des véritables week-end de course. Lors des deux séances d'essais libres du vendredi, le joueur peut réaliser des séances d'évolution qui permettent de dégager les grandes tendances des réglages. La séance d'essai du samedi donne la possibilité d'affiner précisément chacun des paramètres.
La séance de qualifications du samedi est découpée en deux séances identiques. Il s'agit de deux séances avec chronométrage sur un tour lancé. Les deux temps sont cumulés pour obtenir l'ordre de la grille de départ.
En outre, certains prix peuvent être déverrouillés, une fois que certains critères ont été remplis, par exemple le championnat du monde. La section "salle des trophées" permet aux joueurs de consulter les trophées qu'ils ont gagné dans les différents Grands Prix. Seulement les trophées de la 1re place sont stockés dans la salle, comme il n'existe pas des trophées de 2e et de 3e place.
Le jeu intègre également le nouveau système de qualification, introduite au début d'un Grand Prix, même si celui sera finalement supprimé au bout du sixième grand prix, ce n'est pas le cas dans le jeu. Il est possible de débloquer la piste du Circuit urbain de Détroit, aux États-Unis poures joueurs, qui ont été notés en moyenne à 8,4/10 sur GameSpot.

## Pilotes et écuries
| Écurie                     | Constructeur | Châssis | Moteur               | Pneus | no | Pilotes              |
| -------------------------- | ------------ | ------- | -------------------- | ----- | -- | -------------------- |
| Scuderia Ferrari Marlboro  | Ferrari      | F2005   | Ferrari 055 V10      | B     | 1  | Michael Schumacher   |
| Scuderia Ferrari Marlboro  | Ferrari      | F2005   | Ferrari 055 V10      | B     | 2  | Rubens Barrichello   |
| Lucky Strike BAR Honda     | BAR          | 007     | Honda RA 005 V10     | M     | 3  | Jenson Button        |
| Lucky Strike BAR Honda     | BAR          | 007     | Honda RA 005 V10     | M     | 4  | Takuma Satō          |
| Mild Seven Renault F1 Team | Renault      | R25     | Renault RS25 V10     | M     | 5  | Fernando Alonso      |
| Mild Seven Renault F1 Team | Renault      | R25     | Renault RS25 V10     | M     | 6  | Giancarlo Fisichella |
| BMW Williams F1 Team       | Williams     | FW27    | BMW P84-5 V10        | M     | 7  | Mark Webber          |
| BMW Williams F1 Team       | Williams     | FW27    | BMW P84-5 V10        | M     | 8  | Nick Heidfeld        |
| Team McLaren Mercedes      | McLaren      | MP4-20  | Mercedes F0110 R V10 | M     | 9  | Kimi Räikkönen       |
| Team McLaren Mercedes      | McLaren      | MP4-20  | Mercedes F0110 R V10 | M     | 10 | Juan Pablo Montoya   |
| Sauber Petronas            | Sauber       | C24     | Petronas 05A V10     | M     | 11 | Jacques Villeneuve   |
| Sauber Petronas            | Sauber       | C24     | Petronas 05A V10     | M     | 12 | Felipe Massa         |
| Red Bull Racing            | Red Bull     | RB1     | Cosworth CRL-3 V10   | M     | 14 | David Coulthard      |
| Red Bull Racing            | Red Bull     | RB1     | Cosworth CRL-3 V10   | M     | 15 | Christian Klien      |
| Panasonic Toyota Racing    | Toyota       | TF105   | Toyota RVX-05 V10    | M     | 16 | Ralf Schumacher      |
| Panasonic Toyota Racing    | Toyota       | TF105   | Toyota RVX-05 V10    | M     | 17 | Jarno Trulli         |
| Jordan Grand Prix          | Jordan       | EJ15    | Toyota RVX-05 V10    | B     | 18 | Tiago Monteiro       |
| Jordan Grand Prix          | Jordan       | EJ15    | Toyota RVX-05 V10    | B     | 19 | Narain Karthikeyan   |
| Minardi F1 Team            | Minardi      | PS05    | Cosworth CRL-3 V10   | B     | 20 | Christijan Albers    |
| Minardi F1 Team            | Minardi      | PS05    | Cosworth CRL-3 V10   | B     | 21 | Patrick Friesacher   |

- dans le jeu, Albers et Friesacher sont inversés par rapport à la vrai saison.

## Circuits et Grand Prix
| no  | Grand Prix                    | Lieu              |
| --- | ----------------------------- | ----------------- |
| 732 | Grand Prix d'Australie        | Melbourne         |
| 733 | Grand Prix de Malaisie        | Sepang            |
| 734 | Grand Prix de Bahreïn         | Sakhir            |
| 735 | Grand Prix de Saint-Marin     | Imola             |
| 736 | Grand Prix d'Espagne          | Barcelone         |
| 737 | Grand Prix de Monaco          | Monaco            |
| 738 | Grand Prix d'Europe           | Nürburgring       |
| 739 | Grand Prix du Canada          | Montréal          |
| 740 | Grand Prix des États-Unis     | Indianapolis      |
| 741 | Grand Prix de France          | Magny-Cours       |
| 742 | Grand Prix de Grande-Bretagne | Silverstone       |
| 743 | Grand Prix d'Allemagne        | Hockenheim        |
| 744 | Grand Prix de Hongrie         | Budapest          |
| 745 | Grand Prix de Turquie         | Istanbul          |
| 746 | Grand Prix d'Italie           | Monza             |
| 747 | Grand Prix de Belgique        | Spa-Francorchamps |
| 748 | Grand Prix du Brésil          | Interlagos        |
| 749 | Grand Prix du Japon           | Suzuka            |
| 750 | Grand Prix de Chine           | Shanghai          |

Circuit bonus : Circuit urbain de Détroit

## Accueil
Jeuxvideo.com lui attribue la note de 13 sur 20.